# Landeskriminalamt

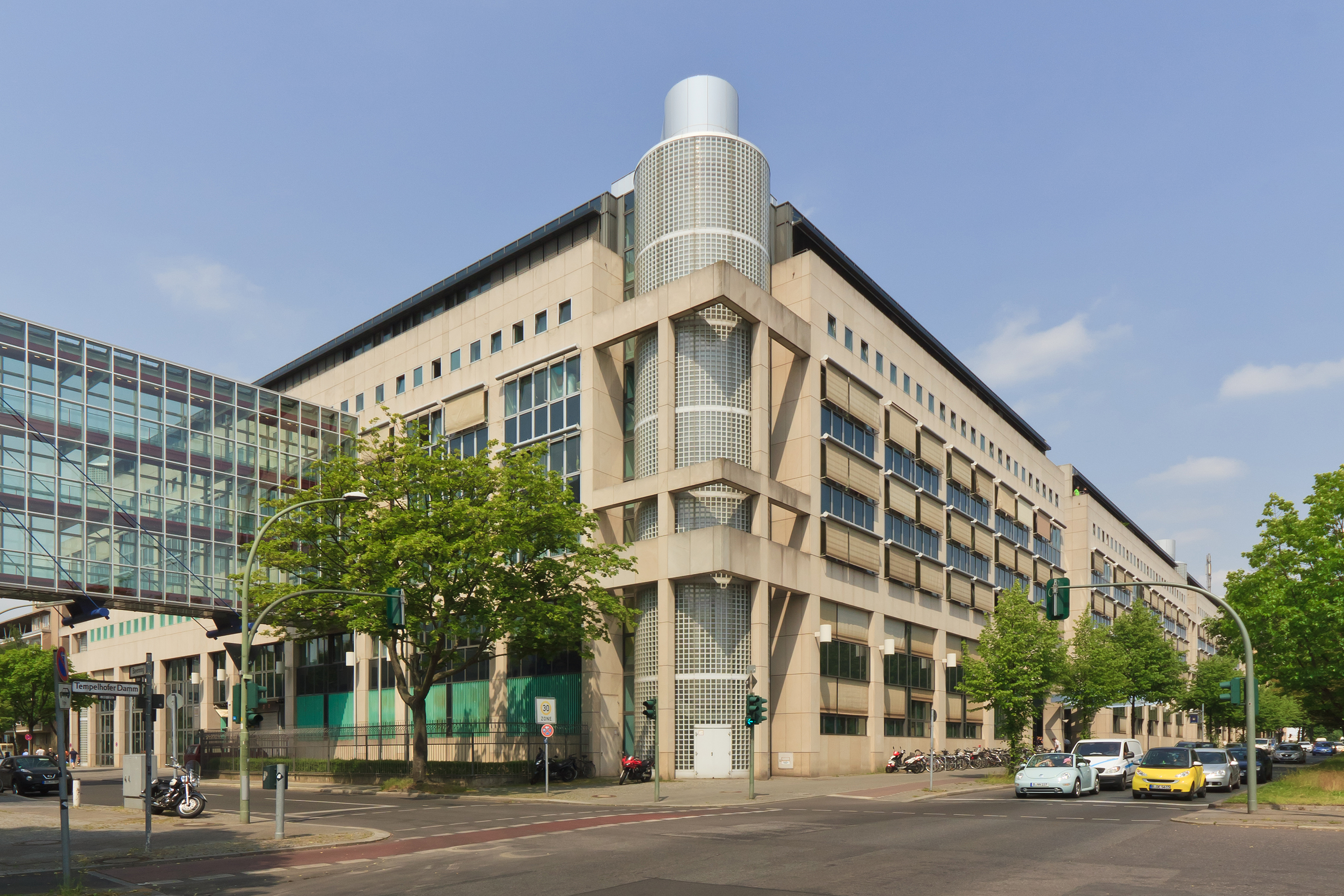
L'edificio della LKA a Berlino

La  Landeskriminalamt (Ufficio statale della polizia criminale – LKA) è un'agenzia di polizia indipendente operativa in tutti i 16 stati federati tedeschi. Ogni stato tedesco ha un ufficio LKA, che di solito si trova nelle rispettive capitali. È sotto l'autorità del ministero degli interni dello specifico Lander.

## Funzioni

### Indagini
La LKA supervisiona le attività di polizia volte alla prevenzione dei reati e coordina le indagini sui crimini gravi che coinvolgono più di un Präsidium (sede regionale). Può avere responsabilità investigativa sui casi di criminalità grave, come ad esempio il traffico di droga, la criminalità organizzata, la criminalità ambientale e dei colletti bianchi o i reati di estremismo e terrorismo.

### Analisi del crimine
Ogni Landeskriminalamt svolge anche le funzioni di ufficio centrale per l'informazione, analizza l'attività di intelligence di polizia sia a livello nazionale che estero e trasmette i dati alle stazioni di polizia. Raccoglie dati sui reati e sugli autori di questi per le statistiche sulla criminalità che vengono utilizzate come base per nuove strategie, decisioni politiche e iniziative legislative. Analizza inoltre determinati ambiti del reato, valuta le misure di polizia adottate caso per caso e stila rapporti annuali su diversi casi.

### Attività forense
La LKA dispone di strumenti forensi per l'esame delle prove utilizzando i più recenti metodi scientifici (ad esempio l'analisi del DNA e il sistema automatico di identificazione delle impronte digitali).

### Missioni speciali
Le LKA supportano la polizia locale nei casi di presa di ostaggi, rapimenti e ricatti e forniscono esperti per tali situazioni, come ad esempio lo Spezialeinsatzkommando (unità esperta nella negoziazione e artificieri). Come ufficio centrale è anche responsabile della tecnologia della sicurezza fisica e della prevenzione della criminalità, e coordina i programmi antidroga statali.